# Luzette Kroon
Lucia Martha Brigitta Catharina (Luzette) Kroon (16 januari 1967) is een Nederlands bestuurder en partijloos politicus. Sinds 4 februari 2020 is zij dijkgraaf van Wetterskip Fryslân.

## Biografie
Geboren in West-Friesland en opgegroeid in Midwoud, studeerde Kroon onder andere aan de Hogeschool voor Toerisme en Verkeer en aan de Hogeschool Inholland, waar ze in 1995 afstudeerde in de bedrijfseconomie. Eerder studeerde zij daar af in internationale marketing (1992). 
Later werd ze actief in de lokale politiek als wethouder van de gemeente Drechterland namens de lokale partij Gemeentebelangen Drechterland (2004-2012). Ook was ze voorzitter van Gemeentelijke gezondheidsdienst (GGD) Hollands Noorden en van het samenwerkingsverband de Westfriese Omringdijk. Landelijk was zij van 2006 tot 2012 actief als secretaris van de Vereniging Nederlandse Gemeenten (VNG) en op diverse waterdossiers zoals het deltaprogramma IJsselmeergebied en zoetwater.

## Burgemeester van Waterland
In 2012 werd Wagenaar-Kroon voorgedragen voor benoeming tot burgemeester van de gemeente Waterland per 13 september 2012. Aan commissaris van de Koning Johan Remkes liet Wagenaar-Kroon eind 2017 weten herbenoemd te willen worden en op 15 maart 2018 heeft de raad van de gemeente haar voorgedragen voor een tweede termijn. Op 31 januari 2020 heeft zij afscheid genomen van de gemeente Waterland.
Tijdens haar burgemeesterschap was zij voorzitter van de plaatselijk commissie van de Koninklijke Nederlandse Redding Maatschappij (KNRM) in Marken.

## Dijkgraaf van Wetterskip Fryslân
Op 19 november 2019 is Kroon door het algemeen bestuur van Wetterskip Fryslân voorgedragen als nieuwe dijkgraaf van dit waterschap. Op 4 februari 2020 werd zij in deze functie beëdigd en geïnstalleerd door commissaris van de Koning Arno Brok.

## Overige functies
In 2014 werd Kroon bestuurslid van de Stichting Waterrecreatie Nederland. In 2015 en 2016 was zij voorzitter van de Raad van Toezicht van het Zuiderzeemuseum in Enkhuizen.

## Persoonlijk
Wagenaar-Kroon is gescheiden en heeft drie kinderen.